# Roland Björk
Roland Björk   (Karlskoga, 12 de juliol de 1935) és un ex-pilot de trial suec. A finals dels anys 60 va ser un dels competidors destacats del Campionat d'Europa de trial, anomenat Campionat del Món a partir de 1975. A banda, va ser Campió de Suècia de trial els anys 1966 i 1967, i Campió escandinau el 1967.

## Palmarès
| Any          | Motocicleta  | Campionat d'Europa | Campionat escandinau | Campionat de Suècia | Títols |
| ------------ | ------------ | ------------------ | -------------------- | ------------------- | ------ |
| 1964         | ?            | 32è                |                      |                     | -      |
| 1965         | ?            | -                  |                      |                     | -      |
| 1966         | Bultaco      | 14è                |                      | 1r                  | 1      |
| 1967         | Bultaco      | -                  | 1r                   | 1r                  | 2      |
| 1968         | Bultaco      | 9è                 |                      |                     | -      |
| 1969         | Bultaco      | 8è                 |                      |                     | -      |
| 1970         | Montesa      | 7è                 |                      |                     | -      |
| 1971         | Montesa      | 25è                |                      |                     | -      |
| 1972         | Montesa      | -                  |                      |                     | -      |
| Total títols | Total títols | 0                  | 1                    | 2                   | 3      |

Notes
1. ↑  Al total de títols s'hi compten tots els campionats estatals o internacionals guanyats
2. ↑  Fins al 1967 el campionat s'anomenà "Challenge Henry Groutards" i a partir de 1968 va passar a anomenar-se Campionat d'Europa